# استفان اشمیت
استفان اشمیت (لهستانی: Stefan Szmidt؛ ‏۱۱ اوت ۱۹۴۳) بازیگر و نقاش اهل لهستان است. وی دانش‌آموختهٔ آکادمی ملی هنرهای نمایشی الکساندر زلوروویچ در ورشو است. وی در سال ۱۹۹۷، همراه با همسر و دخترشان، «بنیاد کِرِسی ۲۰۰۰» را تأسیس کرد که هدف آن ترویج فرهنگ و هنر معاصر مناطق مرزی جمهوری لهستان بود. وی بابت مشارکت‌هایش فرهنگی-هنری‌اش برندهٔ نشان افتخار تولد لهستان (نشان شوالیه) و صلیب طلایی شایستگی شده است.
از فیلم‌ها یا مجموعه‌های تلویزیونی که وی در آن‌ها نقش داشته است، می‌توان به چگونه جنگ جهانی دوم را آغاز کردم، از دوشنبه‌ها بیزارم، خرده‌دهقانان، خوبال، سیل، خانه، قمار فوتبال، با آتش و شمشیر، پان تادئوش، افسانه‌ای باستانی: آن هنگام که خورشید ایزد بود، کارآگاهان جنایی، ژنرال نیل و عهدهای دوشیزه اشاره نمود.